# 조코역
조코역(일본어: 上戸駅)은 일본 후쿠시마현 야마군 이나와시로정에 위치한 동일본 여객철도 반에쓰사이선의 철도역이다. 단선 승강장 1면 1선의 구조를 갖춘 지상역이다.

## 이용 현황
| 승차 인원 추이 | 승차 인원 추이 |
| 연도           | 1일 평균       |
| -------------- | -------------- |
| 2000           | 85             |
| 2001           | 79             |
| 2002           | 71             |
| 2003           | 71             |
| 2004           | 60             |

## 역 주변
- 국도 제49호선

## 역사
- 1899년
  - 3월 10일 : 이와에쓰 철도의 야마가타역으로서 개업. 개업 당시는 고리야마역 방면으로부터의 종착역이었음.
  - 7월 15일 : 야마가타 역 - 와카마쓰역 간 개업.
- 1906년 11월 1일 : 이와에쓰 철도가 국유화.
- 1915년 6월 1일 : 조코역으로 개칭.
- 1983년 3월 10일 : 반에쓰사이선 CTC화에 의해, 무인화.
- 1987년 4월 1일 : 일본국유철도 분할 민영화에 의해, 동일본 여객철도가 승계.
- 연월일 불명 : 하행선 철거, 단선화.

## 인접 역
| 동일본 여객철도 ■ 반에쓰사이선 | 동일본 여객철도 ■ 반에쓰사이선 | 동일본 여객철도 ■ 반에쓰사이선 |
| ------------------------------ | ------------------------------ | ------------------------------ |
| 나카야마주쿠 고리야마 방면     | ■ 보통                         | 이나와시로코한 (임) 니쓰 방면  |